# Benacazón
Benacazón – gmina w Hiszpanii, w prowincji Sewilla, w Andaluzji, o powierzchni 32,16 km². W 2011 roku gmina liczyła 6985 mieszkańców.
W miejscowości jest stacja kolejowa Benacazón.